# Dr. Dre
Andre Romel Jang (André Romell Young, Kompton, Kalifornija, 18. februar 1965), poznatiji kao Doktor (Dr) Dre, je američki producent, reper i glumac. Bio je suvlasnik i izvođač Det rou rekordsa. Trenutni je vlasnik i izvođač preduzeća Aftermath Entertainment. Dr Dre je značajna figura u razvitku rap muzike. Bio je jedan od osnivača uticajne rap grupe N.W.A koja je popularisala korištenje vulgarnih stihova u rapu opisujući nasilje uličnog života (poznato kao gangsta rap). Dr Dre je takođe produkovao albume i nadgledao karijere nekih od najvećih zvezda u (većinom) rap muzici, uključujući Snup Doga, Eminema, Fifti Senta, Dži junit, Di Gejma, Nejt Doga, Basta Rajms i Iv. S desecima miliona prodanih ploča koje je on produkovao (uključujući 65 miliona samo sa Eminemom), široko je cenjen kao jedan od najpopularnijih i najsnažnijih figura u rap muzici. Muzički, kao producent, ključna je figura u stvaranju i popularizaciji zapadnoobalskog G–fanka, stila rap muzike koji se temelji na melodijama sintesajzera sa sporim, teškim ritmom. G–Funk je dominirao američkim rap lestvicama u periodu od 1992.–1996, i još se smatra jednim od najvećih hip–hop stilova. Njegovo umetničko ime „Dr Dre“ spoj je njegovog nadimka i nadimka njegovog najdražeg košarkaša, Džulijusa „Dr J“ Irvinga.

## Životopis

### Rane godine
Andre Romel Jang je rođen u Saut Centralu, u Los Anđelesu 1965. Njegovi roditelji su se rastali pre njegovog rođenja. On je živeo neko vreme u Karsonu tokom njegovih srednjoškolskih godina. Jang je izjavio da ga je uglavnom odgojila njegova baka u Nju Vilmington Arms stambenom projektu u Komptonu. Njegova majka se kasnije udala za Vorena Grifina mlađeg, oca budućeg zapadnoobalnog repera Vorena Grifina III, sa umetničkim imenom Voren G.‍:14
Jang je počeo svoju karijeru kao DJ, i bio je popularan u Los Anđeleskom noćnom klubu Eve After Dark putem koga se povezao sa njegovim vlasnikom, Alonzom Vilijamsom. Vilijams je okupio lokalne talente i formirao  i  1984. godine. Oni su postali zvezde elektro–hop scene koja je dominirala ranim 80–ima u zapadnoobalskom hip-hopu, i u njihovom prvom hitu koji se zvao Surgery Dr Dre je bio na obrtnoj platformi. Tokom ovog perioda u Jang je prvo radio s članom grupe (i budućim partnerom) DJ Jelom, pevačicom Michel'le, snimajući Turn Off The Lights, što je postao lokalni hit 1987; i reperom Ajs Kjubom, čija grupa C.I.A. je imala ugovor sa izdavačkom kućom Kru Cut.
Zbog njegovog rada sa World Class Wreckin' Cru, Jang je stekao reputaciju kao sposoban DJ. Na jednom izdanju, 86 in the Mix, on je spojio 300 hip-hop ploča u jedan šezdesetominutni miks. Nastavio je da radi i prodaje miks kasete na lokalnom tržištu u Los Anđelesu sve do 1989, to jest sve dok se nije potpuno koncentrisao na svoju rap karijeru.

### i
Godine 1986, nakon što je Jang počeo da eksperimentiše u produkovanju muzike, on i DJ Jela su napustili grupu i pridružili se Izi-Iju i Džeri Helerovoj producentskoj kući, Ruthless Records, dovodeći sa sobom Michel'le i Ajs Kjuba. Osnovali su rap grupu N.W.A.. Nakon izlaska albuma N.W.A. and The Posse (1987) grupi se pridružio reper MC Ren.
Do ove tačke, hip-hop se smatrao relativno blagom vrstom muzike i bio je čist (bez psovki). N.W.A su, naime, baš kao i reper Ajs T, pisali stihove koji su sadržavali psovke i opisivanje zločina i života na ulici. Podstaknuti hitom Fuck tha Police, grupin prvi puni album Straight Outta Compton je postao veliki uspeh, i prodao se u više od 2 miliona primeraka uprkos skoro potpunoj odsutnosti emitovanja na radiju i bez velikih koncerata. Federalni istražni biro je poslao preduzeću Ruthless Records upozoravajuće pismo u responsu na sadržaj pesme. Usled producentskih aktivnosti, Jangovi vokali su bili ograničeni na albumu. On je postao čuven 1990. godine jer je napao televizijsku voditeljku Di Barns koja je uživo izveštavala prilog o svađi između ostatka N.W.A i člana koji je izašao iz grupe, Ajs Kjuba. Verovatno zbog odsutnosti Ajs Kjuba, Jang je počeo više da repira na drugom albumu grupe Efil4zaggin.
Jang je takođe produkovao pesme za ostale rap figure u firmi Ruthless Records, uključujući Above the Law. Svom prijatelju The D.O.C. produkovao je album No One Can do It Better. Jang je često koristio studio muzičare za pesme, a njegov rad sa N.W.A je bio produkovan zajedno sa DJ Jelom. Kasnije, The D.O.C. je rekao da je njegov album Dr Dre produkovao od početka do kraja bez pomoći ikakvih spoljašnjih saradnika.

### 
Uprkos toga što je doprinosio N.W.A zvuku kao grupin glavni producent, Dr Dre se bunio na nepoštene ugovore od kojih je on imao malo koristi u poređenju sa grupinom golemom zaradom (Ajs Kjub je izašao iz grupe nakon izlaska albuma Straight Outta Compton zbog istih žalbi). Nakon svađe s Izi-Ijem, Jang je napustio grupu u njenom vrhuncu popularnosti 1991. godine po savetu prijatelja i stihopisca za N.W.A, The D.O.C. i njegovog telesnog čuvara u to vrijeme, Šuga Najta. Najt, čuveni snagator i zaplašitelj, nekako je uspeo da nagovoriti Izi-Ija da raskine ugovor sa Dr Dreom, te je iskoristio Dr Drea kao svog glavnog izvođača, osnivajući Death Row Records nakon dogovora s mladom producentskom kućom Interscope Records, koju je vodio budući šef firme Universal Music Džimi Ajovin.
Kad je N.W.A prodala dva miliona ploča sa njihovim prvim albumom Straight Outta Compton, postali su fenomen antikulture i nastavili kao nezavisna producentska kuća (Ruthless Records) bez puštanja pesama na radiju ili velikog pristanka muzičke industrije. Šef izdavačke kuće Interscope, Ajovin je uvideo potencijal u Jangovoj muzici, i iskoristio je njen novi, slatki, sintesajzerski zvuk kao način da učini teške ritmove gangsta rapa privlačnijim.
„Jedan razlog zbog kojeg nisam bio zainteresiran u hip hop je taj što je većina hip hop pesmi zvučala jeftino, sitno“ rekao je kasnije Ajovin 2006. u intervjuu sa Los Anđeles Tajmsom. „Ali Dreova muzika zvučala je bolje sa mojih zvučnika nego većina rok pesmi. Nisam znao ništa o hip hopu, ali sam poznavao svoje zvučnike, i bilo je fantastično“
Jang je snimio svoj prvi solo singl „Deep Cover” (takođe poznat kao „1-8-7”) u proleće 1992. godine. To je bio početak njegove saradnje sa Kalvinom Brodusom mlađim, ili Snup Dogom (danas poznat kao Snup Dog), obećavajućim reperom kojeg mu je predstavio polubrat Voren G. 1992. godine. Jang je objavio svoj album The Chronic pod pokroviteljstvom kuće Death Row Records. Do ove tačke, rap je bio prvenstveno parti muzika (npr. Di Bisti Bojs od firme Def Jam Records) ili ljuta i politički nastrojena (npr. Pablik enemi, X-Clan, itd.). Jang je uveo novi stil rapa, i u muzičkom smislu i u sadržaju stihova.
Umetnički, The Chronic je nastavio da opisuje život bandi na isti način kao Jangova početna grupa N.W.A, ali s većim usredotočenjem na žene i lake droge (o tome govori i naslov albuma The Chronic koji označava visokorazrednu marihuanu). Ritmovi su bili sporiji i blaži, posuđujući stil fanka iz kasnih 70–ih i ranih 80–ih od Džordža Klintona i njegove grupe Parliament-Funkadelic. Spajajući ove rane uticaje s pravim instrumentima, Jang je stvorio muzički stil koji je kasnije nazvan G–fank.
Iako album najpre nije ostvario veći uspeh, zbog jačine singlova kao što su „Nuthin But a 'G' Thang” sa prijateljem Snup Dogom te hitova kao „Let Me Ride i Fuck Wit Dre Day” (i „Everybody's Celebratin'”) (skraćeno u „Dre Day” za puštanje na radiju i televiziji), The Chronic je postao kulturni fenomen i više puta je imao platinasti tiraž, te se i dan danas ceni kao jedan od najvrednijih rap albuma.
Uskoro je bilo skoro nemoguće čuti hip hop na koji nije Jang na neki način uticao. Hip hop, koji se nekad sastojao od uzoraka i muklih udaraca, te koji je poticao iz Njujorka i ostalih istočnoobalskih gradova, počeo se centrirati na zapadnu obalu gde je G–fank koji je stvorio Dr Dre bio najuticajniji. Takođe, moguće je da bi bez uticaja Dr Drea zapad izgubio u neslavnoj svađi „Zapadna obala / Istočna obala“, jer ne bi imao konkurentni stil rapa ili možda čak ni velike izvođače u poređenju sa Njujorkom.
Iduće godine, Jang je produkovao Brodusov debitantski album Doggystyle sa istom osnovom i istim stilom. Taj album je bio uspešan, te je bio prvi debitantski album koji je ušao na lestvice kao broj jedan na Bilbord lestvicama. Prodano je više od 5 miliona primeraka. Uticao je i na svog polubrata Vorena G i na njegov album Regulate.
Kad je  potpisao za Death Row Records, prvo je zamolio Dr Drea, kao svog velikog idola u to vreme, da ga ubaci u svoj budući hit koji je tek pripremao, „California love”. Pesma je odmah postala himna Zapadne obale i instantni klasik, a Death Row je postavio 2Paca za svoju glavnu zvezdu. Nedugo nakon toga Jang je napustio Death Row Records, raskinuo ugovor, te optužio šefa producentske kuće Šuga Najta da je korumpiran, financijski nepošten i izvan kontrole. U intervjuu sa magazinom The Source, kratko nakon izlaska iz firme Death Row, Dr Dre je aludirao na incidente kao npr. kad je Najt prebio operatera, te rekao da je zbog tih incidenata napustio Death Row. Jang je osnovao svoju vlastitu producentsku kuću Aftermath Entertainment pod producentskom kućom Interscope Records Džimija Ajovina. Nedugo nakon izlaska Dr Drea, sreća firme Death Row se iznenada okrenula na zlo: usledila je smrt Tupaka, a Najt je optužen za reketarenje. U idućih nekoliko meseci, poslednja velika zvezda firme Death Row, Snup Dogi Dog je takođe napustio producentsku kuću, a Najt je otišao u zatvor. Producentska kuća je sada u stečaju i zarađuje većinom od prodaje starih pesama snimljenih za vreme njihovih boljih dana.

## Literatura
- Ro, Ronin (2007). Dr. Dre The Biography. New York: Thunder's Mouth Press. ISBN 978-0-970-22249-7. OCLC 671560558.

- Kenyatta, Kelly (2001). You Forgot About Dre!: The Unauthorized Biography of Dr. Dre and Eminem: From NWA to Slim Shady: A Tale of Gangsta Rap, Violence, and Hit Records. Los Angeles: Busta Books. ISBN 978-0-970-22249-7. OCLC 45162196..
- Ro, Ronin (2007). Dr. Dre The Biography. New York: Thunder's Mouth Press. ISBN 978-0-970-22249-7. OCLC 671560558..

## Spoljašnje veze
- Zvanični veb-sajt
- Dr. Dre na sajtu  (jezik: engleski)